# Cinnamon (Desktop-Umgebung)
Cinnamon (englisch für „Zimt“) ist eine freie Desktop-Umgebung für Linux. Das Projekt startete als Fork der Gnome Shell, also als grafische Shell, um unter Linux Mint eine Benutzeroberfläche zu schaffen, die moderne Konzepte von Gnome 3 mit der traditionellen Bedienung von Gnome 2 verbindet. Inzwischen ist Cinnamon auch für andere Linux-Distributionen verfügbar.

## Entwicklung
Mit Veröffentlichung der Desktop-Umgebung Gnome 3 wurde ein neues Design- und Bedienkonzept eingeführt, das nicht zu den Vorstellungen der Linux-Mint-Entwickler passte. Daher wurde der Gnome-2-Fork MATE unter dem Dach von Linux Mint entwickelt. Um den Benutzern dennoch die Möglichkeit zu geben, die Distribution mit modernen Gnome-3-Features zu benutzen, stand auch diese Oberfläche zur Verfügung, wurde aber durch die Mint Gnome Shell Extensions (MGSE) äußerlich angepasst. Die Anpassungsfähigkeit der Gnome Shell durch Erweiterungen ist jedoch begrenzt, daher entschlossen sich die Entwickler schließlich, einen eigenen Gnome-3-Fork nach ihren Vorstellungen zu entwickeln, den sie Cinnamon nannten, nach dem englischen Wort für Zimt. Die auffälligste Änderung ist die Wiedereinführung der Taskleiste.
Ab Version 1.2 verwendet Cinnamon den Window Manager Muffin, eine Abspaltung von Mutter. Auch der von Gnome bekannte Dateimanager Nautilus wurde geforkt und kommt ab Cinnamon 1.6 unter dem Namen Nemo zum Einsatz. Ebenfalls neu ab dieser Version ist der Darstellungsmodus Cinnamon 2D, mit dem die Desktopumgebung auch auf Systemen ohne 3D-Beschleunigung funktioniert.
Ab Version 1.8 kommt das Cinnamon-Control-Center zum Einsatz, das die bis zu diesem Zeitpunkt „gedoppelten“ Einstellungsmanager des Gnome-Control-Centers mit den bis dato separierten Cinnamon-Settings zu einem Tool vereint. Auch die Verwaltung der Bildschirmschoner wird mit dieser Fassung in einen eigenständigen Fork der Gnome-Screensaver ausgelagert und Desklets eingeführt.
Die im November 2013 veröffentlichte Version 2.0 gilt allgemein als der große Schritt zur eigenständigen Desktop-Umgebung. Zwar basiert sie immer noch auf Gnome-Technologie, benötigt ab diesem Zeitpunkt aber keine Installation des Grundsystems von Gnome mehr.
Die Version 4.0 vom Dezember 2018 brachte unter anderem neben der „klassischen Ansicht“ die sogenannte „moderne Ansicht“, die sich mehr an der bekannten Taskleiste von Windows 7 bzw. 10 orientiert und mehr auf Symbole statt Texte sowie einer Gruppierung mehrerer gleichzeitig geöffneter Fenster desselben Programms setzt. Durch die vollständige Migration auf Python 3 wurde der Cinnamon-eigene Nautilus-Fork Nemo erheblich beschleunigt.
Cinnamon 5.0 wurde am 1. Juni 2021 veröffentlicht.

## Funktionen
Cinnamon bietet viele Funktionen:
- Desktop-Effekte, einschließlich Animationen und Übergangseffekte
- Panels mit Hauptmenü, Programmlauncher, Fensterliste und Taskleiste, die links, rechts, oben oder unten angebracht werden können
- Applets in der Taskleiste
- Übersicht mit Funktionen ähnlich wie in der GNOME Shell
- Konfigurations-Editor für die einfache Anpassung von Panel, Kalender, Themes, Desktop-Effekten, Applets und Extensions
- Eine Hi-DPI-Einstellung im Display-Dialog erlaubt eine Skalierung auf das Doppelte, z. B. für Bildschirme mit hoher Auflösung
- Einstellung von Lautstärke und Helligkeit mittels Scrollrad während der Mauszeiger auf entsprechende Symbole in der Taskleiste gerichtet ist

## Konfigurierbarkeit
Cinnamon bietet viele Einstellungen, um das Aussehen der Oberfläche anzupassen. Außerdem erbt es von Gnome 3 die Fähigkeit, Erweiterungen und Themes einzurichten, verliert aber die Kompatibilität zu bereits bestehenden GNOME Shell Extensions.
Zusätzlich führt Cinnamon das in ähnlicher Weise von Gnome 2 bekannte Konzept der Applets ein. So ist jede Komponente der Taskleiste ein Applet, das vom Benutzer hinzugefügt oder entfernt werden kann. Im Gegensatz zu herkömmlichen Erweiterungen profitieren sie von einer API, um die Taskleiste unkompliziert um weitere Funktionalität zu erweitern und mit zukünftigen Versionen von Cinnamon kompatibel zu bleiben.

## Distributionen
Cinnamon ist die Standard-Desktop-Umgebung von Linux Mint. Unter anderem auch als offizielles Derivat von Ubuntu. Für Fedora existiert eine alternative Variante mit vorinstalliertem Cinnamon-Desktop. EndeavourOS erlaubt dem Nutzer bei der Installation die Wahl Cinnamon als offiziell unterstützten Desktop auszuwählen. Daneben stehen installierbare Pakete für weitere Linux-Distributionen bereit.

## Versionsgeschichte
| Version | Veröffentlichung | Linux Mint Version | Neuerungen/Anmerkungen |
| ------- | ---------------- | ------------------ | --- |
| 1.0     | 20.12.2011       |                    | |
| 1.1     | 21.12.2011       |                    | |
| 1.2     | 23.01.2012       |                    | |
| 1.3     | 17.02.2012       |                    | |
| 1.4     | 13.03.2012       | Linux Mint 13      | |
| 1.5     | 24.07.2012       |                    | |
| 1.6     | 17.09.2012       | Linux Mint 14      | |
| 1.7     | 21.02.2013       |                    | |
| 1.8     | 05.05.2013       | Linux Mint 15      | |
| 1.9     | 01.06.2013       |                    | |
| 2.0     | 09.10.2013       | Linux Mint 16      | |
| 2.2     | 12.04.2014       | Linux Mint 17      | |
| 2.4     | 31.10.2014       | Linux Mint 17.1    | |
| 2.6     | 19.05.2015       | Linux Mint 17.2    | |
| 2.8     | 20.10.2015       | Linux Mint 17.3    | |
| 3.0     | 24.04.2016       | Linux Mint 18      | |
| 3.2     | 07.11.2016       | Linux Mint 18.1    | |
| 3.4     | 04.05.2017       | Linux Mint 18.2    | |
| 3.6     | 24.10.2017       | Linux Mint 18.3    | |
| 3.8     | 24.4.2018        | Linux Mint 19      | |
| 4.0     | 04.11.2018       | Linux Mint 19.1    | |
| 4.2     | 29.06.2019       | Linux Mint 19.2    | |
| 4.4     | 22.11.2019       | Linux Mint 19.3    | |
| 4.6     | 13.05.2020       | Linux Mint 20      | |
| 4.8     | 26.11.2020       | Linux Mint 20.1    | |
| 5.0     | 01.06.2021       | Linux Mint 20.2    | Nemo mit Suche in Dateien, Performance und Ressourcen-Verbesserungen, Spice Manager mit neuer Oberfläche und Python 3 im Backend, Sound Applet zeigt nun Informationen zur aktuell abgespielten Audio-Ressource und kann diese über Schaltflächen kontrollieren |
| 5.2     | 17.11.2021       | Linux Mint 20.3    | Kalender Integration |
| 5.4     | 10.06.2022       | Linux Mint 21      | Verbesserte Animationen |
| 5.6     | 18.11.2022       | Linux Mint 21.1    | Ordner-Icons mit Accent-Streifen, Maus-Pointer neu designed, verbesserte Sounds, neue Icon Themes wie „Papirus“ oder „Breeze“, UI-Verbesserungen des Software-Managers, Update-Manager aktualisiert nun auch Flatpak-Programme                                  |
| 5.8     | 07.06.2023       | Linux Mint 21.2    | Einheitliche Tooltips, Benachrichtigungen in Themenfarbe, Vereinfachung des Themen-Managers, Log-Screen Verbesserungen |
| 6.0     | 30.11.2023       | Linux Mint 21.3    | Experimentelle Wayland-Session-Implementierung, fraktionierten Skalierung, AVIF-Hintergrundbild-Unterstützung |
| 6.2     | 16.06.2024       | Linux Mint 22      | Möglichkeit, das Profilbild des Benutzers in das Panel einzufügen |
| 6.4     | 28.11.2024       | Linux Mint 22.1    | Neu gestaltete Dialogfenster (verwenden Clutter-Toolkit anstelle von GTK), Blaulichtfilter „Night Light“ |